# George Tipton
George Aliceson Tipton (23 de enero de 1932 – 12 de febrero de 2016) fue un compositor, arreglista musical y director de orquesta estadounidense, muy conocido por su trabajo en televisión y por sus colaboraciones con el cantautor Harry Nilsson.
Entre las obras de Tipton se encuentran los temas musicales de los programas de televisión Soap y Empty Nest, además de música incidental para numerosos programas, incluidos The Courtship of Eddie's Father, Soap, Mulligan's . Stew, Vacaciones en el mar, Heartland y Las chicas de oro. También escribió la banda sonora de la película Badlands (1973) y de las películas para televisión Home for the Holidays (1972), The Affair (1973), The Stranger Who Looks Like Me (1974), The Gun and the Pulpit (1974)., Hit Lady (1974), Griffin y Phoenix (1976), Alerta roja (1977), The Gift (1979), Christmas Lilies of the Field (1979) y Gidget's Summer Reunion (1985).
Sus créditos como arreglista y director de orquesta incluyen numerosos éxitos de Jan y Dean, The Sunshine Company y la exitosa versión de José Feliciano del tema "Light My Fire" de The Doors. Fue uno de los principales arreglistas de los álbumes de Leonard Nimoy a finales de la década de 1960. Tipton es mejor conocido en el campo del pop-rock por su trabajo como arreglista en sencillos y álbumes grabados por el cantautor Harry Nilsson durante la fase más productiva de su carrera en los años 1960 y principios de los 1970. Se conocieron alrededor de 1964 a través del editor musical Perry Botkin Jr. Su colaboración comenzó cuando Tipton puso los ahorros de su vida para arreglar y grabar cuatro temas de Nilsson que vendieron a Tower Records, un sello subsidiario de Capitol Records. Estas pistas se incluyeron posteriormente en el LP Spotlight on Nilsson . 
Tipton arregló los primeros álbumes aclamados de Nilsson para RCA Records (1967–71): la banda sonora de Skidoo, música para la serie de televisión Buscando Novia a Papá y para la película animada The Point! . También arregló el sencillo clásico de Nilsson "Everybody's Talkin'", que ganó un premio Grammy en 1969. En 1970, Tipton grabó un álbum de interpretaciones instrumentales de la música de Nilsson, Nilsson by Tipton (Warner Bros. Records), que incluía ilustraciones de portada de Dean Torrence .
Posteriormente, Tipton y Nilsson tuvieron una pelea inexplicable y, según los informes, Tipton se negó a participar en el documental de 2010 sobre la vida y carrera de Nilsson.
Falleció en 2016 a los 84 años